# Frank Orban
Frank Orban (* 29. September 1964 in Schoten) ist ein ehemaliger belgischer Radrennfahrer und nationaler Meister im Radsport.

## Sportliche Laufbahn
Orban war Bahnradfahrer. Er war Teilnehmer der Olympischen Sommerspiele 1984 in Los Angeles. Er bestritt dort den Sprint und wurde auf dem 11. Rang klassiert.
1983 gewann er als Junior die nationalen Titel im Sprint und im 1000-Meter-Zeitfahren. Als Amateur siegte Orban 1984 in der nationalen Meisterschaft im Sprint vor Stéphane Wernimont. 1985 konnte er den Titel gegen Dominique Dejosé verteidigen. 1984 gewann er auch den Titel im Zeitfahren.
1984 siegte er im Großen Preis von Hannover im Sprint.